# Afon Colwyn
L'Afon Colwyn (ou rivière Colwyn) est une rivière du pays de Galles, affluent de l'Afon Glaslyn.

## Géographie
L'Afon Colwyn prend sa source sur le versant sud-ouest du Mont Snowdon, point culminant du pays de Galles, dans la vallée qui sépare ce sommet de l'Yr Aran. Son cours supérieur, torrentueux, adopte une direction générale est-ouest.
Au niveau de Pitt's Head (en), il prend une direction nord-sud, formant une large vallée empruntée notamment par la route A4085 et le chemin de fer des Highlands gallois (en).
À Beddgelert, l'Afon Colwyn  se jette dans l'Afon Glaslyn, qui vient du nord-est.